# Mieloblasto

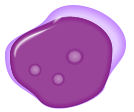
Mieloblasto

Hematopoiese em humanos.

Mieloblasto é uma célula sanguínea imatura que é precursora do promielócito também chamada de progranulócito.
Mais tarde, o promielócito poderá divergir num granulócito, podendo vir a ser um basófilo, um neutrófilo ou um eosinófilo.
A quantidade de mieloblasto pode ser detectada na análise de hemograma. Quando a quantidade é elevada, o fenómeno toma o nome de mieloblastose ou mieloblastemia. Se a quantidade for diminuta, descreve-se como mieloblastopenia.
O problema mais comum dos mieloblastos com defeito é a leucemia mieloblástica aguda.  As principais características clínicas da leucemia mieloblástica aguda são causadas pelo fracasso da hemopoiese com anemia, hemorragia e infecção como resultado. Há um acúmulo progressivo de células leucêmicas, porque algumas células progenitoras da explosão se renovam e têm uma divisão diferenciada limitada. Às vezes, a leucemia mieloblástica aguda pode ser iniciada por distúrbios hematológicos anteriores, como síndrome mielodisplásica, pancitopenia ou hipoplasia da medula óssea.